# Ткуарчальський район
Ткуарча́льський райо́н (абх. Тҟәарчал араион) — район самопроголошеної Республіки Абхазії, розташований на південному сході республіки. Адміністративний центр району — місто Ткуарчал.
Утворений 1994 року зі східної частини Очамчирського району та північно-східної частини Гальського району.

## Географія
Район на півночі та заході межує з Очамчирським районом, на півдні — з Гальським районом, на сході — з Грузією. Це єдиний район Абхазії, який не має виходу до Чорного моря.

## Населення
Населення району станом на 2011 рік становить 16000 осіб, з яких 4821 особа є міським населенням, а 11179 осіб — сільським. Населення району в 2003 році становило 14777 осіб.

### Національний склад
Станом на 2003 рік: грузини — 8155 (55,2%), абхази — 5578 (37,8%), росіяни — 726 (4,9%), вірмени — 67 (0,5%), українці — 66 (0,5%), осетини — 44 (0,3%), греки — 28 (0,2%), інші — 113 (0,8%).

## Адміністративний поділ
В адміністративно-територіальному відношенні район поділяється на 1 місто (ақалақь) та 10 сільських адміністрацій (ақыҭа ахадара):
- місто Ткуарчал
- Агу-Бедійська сільська адміністрація
- Бедійська сільська адміністрація
- Галхуцька сільська адміністрація
- Гумриська сільська адміністрація
- Махурська сільська адміністрація
- Окумська сільська адміністрація
- Речхинська сільська адміністрація
- Ткуарчальська сільська адміністрація
- Царчинська сільська адміністрація
- Чхуартальська сільська адміністрація